# Bryn Forbes
Bryn Jerrel Forbes (Lansing, 23 luglio 1993) è un cestista statunitense, professionista nella NBA.

## Statistiche
| † | Denota le stagioni in cui ha vinto il titolo |

### NCAA
| Anno      | Squadra      | PG  | PT  | MP   | TC%  | 3P%  | TL%  | RP  | AP  | PRP | SP  | PP   |
| --------- | ------------ | --- | --- | ---- | ---- | ---- | ---- | --- | --- | --- | --- | ---- |
| 2012-2013 | CSU Vikings  | 32  | 18  | 28,3 | 43,3 | 38,9 | 80,4 | 3,5 | 1,2 | 0,8 | 0,0 | 12,7 |
| 2013-2014 | CSU Vikings  | 32  | 32  | 34,4 | 43,4 | 42,4 | 82,6 | 3,1 | 1,7 | 0,8 | 0,0 | 15,6 |
| 2014-2015 | MSU Spartans | 39  | 24  | 26,2 | 44,7 | 42,7 | 80,8 | 1,4 | 1,0 | 0,6 | 0,1 | 8,5  |
| 2015-2016 | MSU Spartans | 35  | 34  | 28,0 | 48,1 | 48,1 | 84,0 | 2,1 | 1,5 | 0,4 | 0,0 | 14,4 |
| Carriera  | Carriera     | 138 | 108 | 29,1 | 44,9 | 43,5 | 82,1 | 2,5 | 1,3 | 0,6 | 0,1 | 12,6 |

#### Massimi in carriera
- Massimo di punti: 33 vs Rutgers (2 marzo 2016)[2]
- Massimo di rimbalzi: 9 vs Ohio (19 marzo 2014)
- Massimo di assist: 5 (3 volte)
- Massimo di palle rubate: 4 (3 volte)
- Massimo di stoppate: 1 (8 volte)
- Massimo di minuti giocati: 46 vs Drexler (4 dicembre 2013)

### NBA

#### Regular season
| Anno       | Squadra            | PG  | PT  | MP   | TC%  | 3P%  | TL%  | RP  | AP  | PRP | SP  | PP   |
| ---------- | ------------------ | --- | --- | ---- | ---- | ---- | ---- | --- | --- | --- | --- | ---- |
| 2016-2017  | San Antonio Spurs  | 36  | 0   | 7,9  | 36,4 | 32,1 | 83,3 | 0,6 | 0,6 | 0,0 | 0,0 | 2,6  |
| 2017-2018  | San Antonio Spurs  | 80  | 12  | 19,0 | 42,1 | 39,0 | 66,7 | 1,4 | 1,0 | 0,4 | 0,0 | 6,9  |
| 2018-2019  | San Antonio Spurs  | 82  | 81  | 28,0 | 45,6 | 42,6 | 88,5 | 2,9 | 2,1 | 0,5 | 0,0 | 11,8 |
| 2019-2020  | San Antonio Spurs  | 63  | 62  | 25,1 | 41,7 | 38,8 | 83,3 | 2,0 | 1,7 | 0,5 | 0,0 | 11,2 |
| 2020-2021† | Milwaukee Bucks    | 70  | 10  | 19,3 | 47,3 | 45,2 | 77,0 | 1,6 | 0,6 | 0,3 | 0,0 | 10,0 |
| 2021-2022  | San Antonio Spurs  | 40  | 1   | 16,9 | 43,2 | 41,7 | 89,8 | 1,6 | 1,0 | 0,4 | 0,1 | 9,1  |
| 2021-2022  | Denver Nuggets     | 35  | 1   | 17,4 | 42,4 | 41,0 | 92,1 | 0,9 | 1,0 | 0,2 | 0,1 | 8,6  |
| 2022-2023  | Minnesota T'wolves | 25  | 0   | 10,7 | 36,1 | 30,4 | 100  | 0,6 | 0,7 | 0,3 | 0,1 | 3,6  |
| Carriera   | Carriera           | 431 | 167 | 19,9 | 43,6 | 41,0 | 82,6 | 1,7 | 1,2 | 0,4 | 0,0 | 8,8  |

#### Play-off
| Anno     | Squadra           | PG | PT | MP   | TC%  | 3P%  | TL%  | RP  | AP  | PRP | SP  | PP   |
| -------- | ----------------- | -- | -- | ---- | ---- | ---- | ---- | --- | --- | --- | --- | ---- |
| 2017     | San Antonio Spurs | 6  | 0  | 12,2 | 28,6 | 22,2 | 100  | 1,0 | 0,5 | 0,0 | 0,2 | 3,3  |
| 2018     | San Antonio Spurs | 4  | 0  | 13,5 | 29,4 | 22,2 | 71,4 | 0,8 | 0,5 | 0,0 | 0,0 | 4,3  |
| 2019     | San Antonio Spurs | 7  | 7  | 30,3 | 48,2 | 48,4 | 66,7 | 3,6 | 1,0 | 0,1 | 0,1 | 10,7 |
| 2021†    | Milwaukee Bucks   | 20 | 0  | 13,7 | 41,1 | 37,1 | 75,0 | 1,4 | 0,3 | 0,1 | 0,1 | 6,6  |
| 2022     | Denver Nuggets    | 5  | 0  | 15,2 | 40,0 | 36,4 | 80,0 | 0,6 | 1,4 | 0,2 | 0,0 | 4,0  |
| Carriera | Carriera          | 42 | 7  | 16,4 | 40,7 | 37,6 | 77,1 | 1,5 | 0,6 | 0,1 | 0,1 | 6,3  |

#### Massimi in carriera
- Massimo di punti: 30 vs Houston Rockets (29 aprile 2021)[3]
- Massimo di rimbalzi: 13 vs Chicago Bulls (30 aprile 2021)
- Massimo di assist: 7 (4 volte)
- Massimo di palle rubate: 4 vs New Orleans Pelicans (3 novembre 2018)
- Massimo di stoppate: 1 (18 volte)
- Massimo di minuti giocati: 42 vs Oklahoma City Thunder (10 gennaio 2019)

## Palmarès
- Campionato NBA: 1

Milwaukee Bucks: 2021